# Silvija Popović
Silvija Popović (kyrillisk skrift: Силвија Поповић), född 13 mars 1986 är en volleybollspelare (libero). Med det Serbiens damlandslag i volleyboll har hon vunnit världsmästerskapet 2018 samt europamästerskapen 2011 och  2019.
Hon spelade med ŽOK Poštar 2006-2009, under tiden i klubben vann de både serbiska mästerskapet och serbiska cupen tre gånger (2006-07, 2007-08, 2008-09). Därefter gick hon över till Rabita Baku med vilka hon blev azerbajdzjansk mästare tre gånger (2009-10, 2010-11, 2011-12), dessutom vann klubben världsmästerskapet i volleyboll för klubblag 2011. Voléro Zürich blev 2013 nästa destination, med dem vann hon både schweiziska mästerskapet och schweiziska cupen fem gånger (2013-14, 2014-15, 2015-16, 2016-17, 2017-18). Under en säsong med VK Altaj (2018/2019) vann hon kazakstanska cupen (2018) och kazakstanska mästerskapen (2019). Sedan 2019 spelar Popović för Volei Alba-Blaj och har med dem vunnit rumänska mästerskapet 2020. Vid världsmästerskapet i volleyboll för klubblag 2015 och 2017 blev hon utsedd till bästa libero.